# Santa María (La Paz)
Santa María est une municipalité du Honduras, située dans le département de La Paz. La municipalité est fondée en 1870. Elle comprend 9 villages et 42 hameaux.

## Source de la traduction
- (es) Cet article est partiellement ou en totalité issu de l’article de Wikipédia en espagnol intitulé « Santa María, La Paz » (voir la liste des auteurs).